# علي يار (قلعة خواجة)
علي يار (بالفارسية: علی یار) هي منطقة سكنية تقع في إيران في قسم قلعة خواجة الريفي. يقدر عدد سكانها بـ 108 نسمة بحسب إحصاء 2016.